# 波斯尼亚和黑塞哥维那塞尔维亚人民全民公投
1991年11月9日至10日，波斯尼亚和黑塞哥维那境内的塞尔维亚人就是否留在南斯拉夫共同国家举行了全民公投。它是由几天前成立的波斯尼亚和黑塞哥维那塞尔维亚人民大会组织的。

这次公投由两个问题；塞尔维亚人被问到：
您是否同意 1991 年 10 月 24 日波斯尼亚和黑塞哥维那塞尔维亚人民大会的决定，即塞尔维亚人民应与塞尔维亚、黑山、SAO Krajina、SAO Slavonija、Baranja 和西斯雷姆保持共同的南斯拉夫国家，和其他留下来的人生活在一起？
非塞族人被问到：
您是否同意波斯尼亚和黑塞哥维那作为一个平等的共和国，应与所有持此立场的其他国家保持共同的南斯拉夫状态？
它得到了98%的选民的支持，随后塞族共和国于1992年1月9日成立。